# هارموني هاموند
هارموني هاموند (بالإنجليزية: Harmony Hammond)‏ هي رسامة وفنانة أمريكية، ولدت في 8 فبراير 1944 في شيكاغو في الولايات المتحدة.

## وصلات خارجية
- الموقع الرسمي